# L'Esportiu
 (février 2021).
Si vous disposez d'ouvrages ou d'articles de référence ou si vous connaissez des sites web de qualité traitant du thème abordé ici, merci de compléter l'article en donnant les références utiles à sa vérifiabilité et en les liant à la section « Notes et références ».
L'Esportiu est le seul journal sportif publié en catalan en Espagne par Hermes Comunicacions. Jusqu'en avril 2014, il s'appelait El 9 Esportiu de Catalunya. Sa première édition a lieu le 2 janvier 2002 et a reçu des prix tels que le Joan Coromines en 2002 et le Premi Nacional de Cultura en 2003. Il se situe en Catalogne.

## Histoire

### Origine
Le premier numéro de L’Esportiu est paru le 2 janvier 2002. Il s’agit d’une initiative de la Coordinadora de Mitjans (COMIT), qui a également rassemblé d’autres éditeurs en catalan sur papier et numérique. À ses débuts, il a été distribué en tant que publication indépendante et en version réduite avec d'autres journaux tels que Segre, Regió7, Diari d'Andorra et El 9 Nou.
C'est le premier et le seul journal catalan avec une vision nationale du sport. Il est né comme un journal sportif d’élite avec un objectif, qui était de compléter l’information sportive catalane offerte par les gros titres du journal. Il a commencé à être publié dans trois territoires différents : Gérone, Tarragone et Barcelone.

### Nouvelle ligne éditoriale
En 2010, déjà propriété d'Hermes Comunicaciones, il a remplacé la section sportive du quotidien Avui. Cela a amené plus de gens à lire les articles mais au contraire, il a perdu sa couverture car il n'était pas considéré comme un journal indépendant.
Le 31 juillet 2011, les gros titres des deux principaux journaux de la société Hermes Comunicaciones fusionnent. Cela a amené El 9 Esportiu (nom du journal à l'époque) à ne plus figurer dans ces journaux. C'est alors que sa continuité a commencé à être remise en question après cette union des deux têtes. El 9 Esportiu a commencé à recevoir des témoignages de soutien envers les employés.

## Directeurs
En 2003, Pep Riera devient directeur du journal, avant de devenir directeur adjoint. Dans la nouvelle étape, à partir d'août 2013, le réalisateur était Emili Gispert. Le directeur actuel de L’Esportiu est Toni Romero i Estanyol.
Le directeur adjoint est Jordi Camps et les éditeurs sont Ferran Correas (Barça), Jordi Danès (football) et Lluis Simón et Joan Martí (Més Esport). Le matériel du journal est également composé de Jordi Grau (actualités), Toni Muñoz (opinion, langue et image), Ferran Espada (Web, sélections et rapports) et Pep Riera (information sur le genre).